# آدم روس
آدم روس (بالإنجليزية: Adam Ross)‏ هو صحفي وكاتب أمريكي، ولد في 15 فبراير 1967 في نيويورك في الولايات المتحدة.